# Айдемир (село)
Айдеми́р (болг. Айдемир) — село в Болгарии. Находится в Силистренской области, входит в общину Силистра. Население составляет 6830 человек.
Село состоит из трёх частей: Татарица, Деленки и собственно Айдемир.
Татарица (отдельное село до 1955 года) была основана донскими казаками-старообрядцами, бежавшими из России после подавления Булавинского восстания. Казаки переселились сюда из Румынии, из Северной Добруджи, уклоняясь от службы в армии, и поселились в пределах Османской империи. Турецкие власти лояльно относились к староверам, дали им земли, разрешили построить церковь, иметь вооруженных казаков и обучать их военному искусству, выбирать на кругу атамана и священника. Жители Татарицы наряду с рыболовством занимались земледелием, садоводством, виноградарством. Сами себя татаричники определяют как казаков-некрасовцев, говоря, что в Румынии их звали липованами, а свой язык называют липованским. К 2006 году в Татарице проживали менее 700 человек, как русских (чуть более 100 человек), так и болгары; большинство браков у старообрядцев были смешанными; в селе много снох из русских старообрядческих сел Румынии. Местная церковь относится к Болгарской епархии.